# Witold Roszkowski

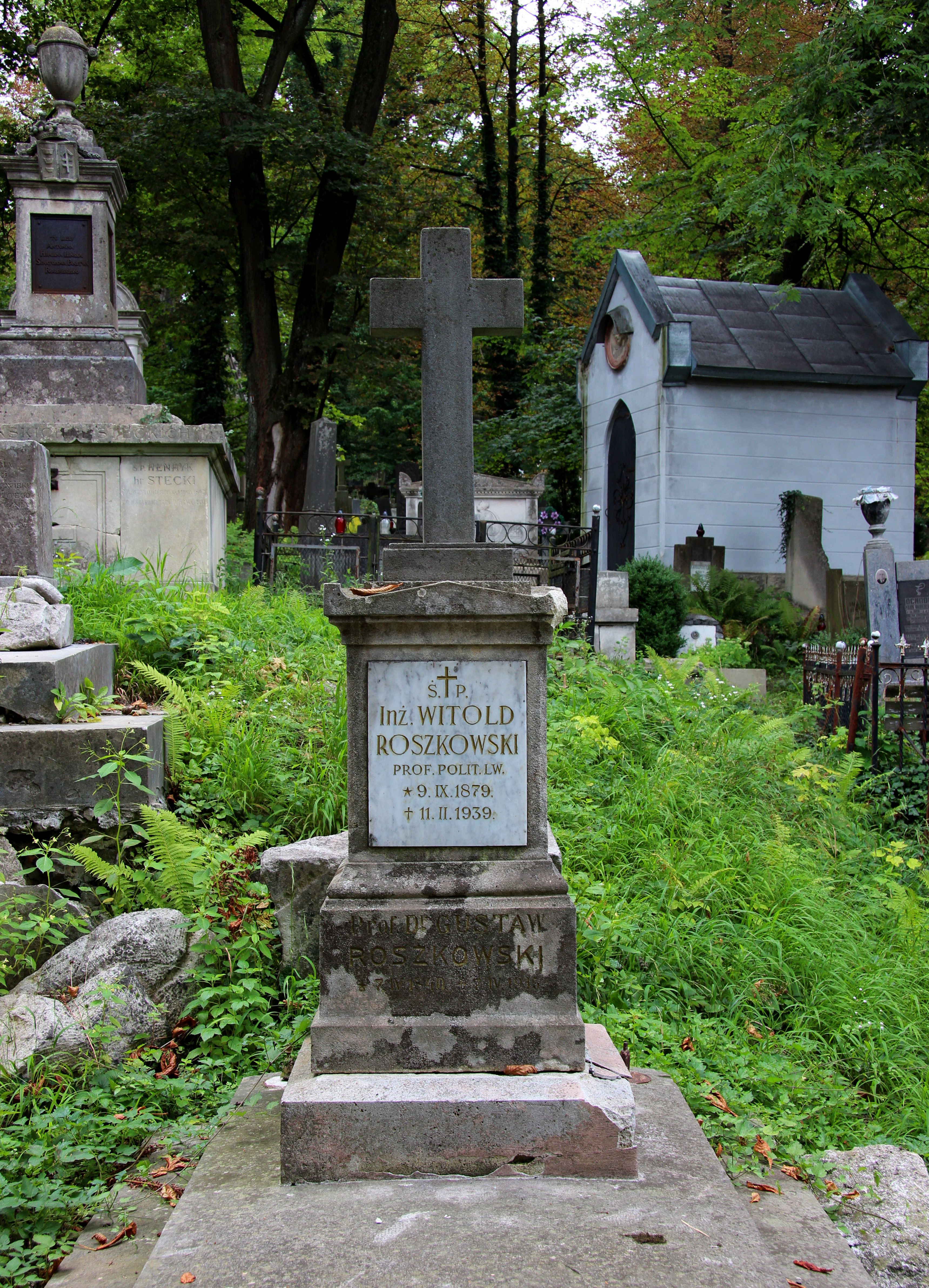
Nagrobek Witolda Roszkowskiego

Witold Roszkowski (ur. 9 września 1878 w Warszawie, zm. 11 lutego 1939 we Lwowie) – polski leśnik, profesor użytkowania lasu Politechniki Lwowskiej, prezes Polskiego Towarzystwa Leśnego.

## Życiorys
Był synem Gustawa (prawnika, profesora Uniwersytetu Lwowskiego) i Katarzyny z domu Maringe (ur. 1854). Uczęszczał do gimnazjum we Lwowie, następnie studiował leśnictwo w wiedeńskiej Hochschule fűr Bodenkultur (1896–1899). Po studiach pracował jako elew w Dyrekcji Lasów Państwowych we Lwowie, później był asystentem, leśniczym i nadleśniczym w leśnictwach w Bolechowie i Polanicy (powiat doliński) oraz nauczycielem w Niższej Szkole Lasowej w Bolechowie, gdzie uczył entomologii i ochrony lasu. Od 1912 ponownie urzędnik lwowskiej Dyrekcji Lasów Państwowych, w latach 1918–1931 był inspektorem tej dyrekcji; kierował także Okręgiem Lasów Państwowych w Radomiu (1915–1918).
Zajmował się jednocześnie pracą dydaktyczną. Od 1919 był wykładowcą Politechniki Lwowskiej, wcześniej przez kilka lat prowadził także zajęcia w Wyższej Szkole Lasowej we Lwowie. Na Politechnice wykładał encyklopedię leśnictwa, administrację lasu, łowiectwo dla rolników, użytkowanie lasu, transport drewna, mechaniczną technologię drewna; od 1930 kierował Katedrą Użytkowania Lasu na Oddziale Lasowym Politechniki Lwowskiej. Przyczynił się do cofnięcia decyzji o likwidacji oddziałów lasowych Politechniki Lwowskiej i Uniwersytetu Poznańskiego. Działał w Małopolskim Towarzystwie Leśnym (wieloletni członek zarządu), Polskim Towarzystwie Leśnym (1934–1937 wiceprezes, od 1937 prezes, członek honorowy), należał ponadto m.in. do Polskiego Towarzystwa Politechnicznego, Polskiego Towarzystwa Dendrologicznego, Ligi Ochrony Przyrody, Małopolskiego Towarzystwa Łowieckiego, Polskiego Czerwonego Krzyża.
Orędownik ochrony przyrody i miłośnik łowiectwa, miał opinię dobrego wykładowcy, nie pozostawił natomiast znaczącego dorobku naukowego. Z małżeństwa z Heleną z Gebertów miał troje dzieci - córkę Helenę (inżyniera rolnika) oraz synów Andrzeja (inżyniera leśnika) i Leszka (prawnika).
Zmarł we Lwowie. Został pochowany na Cmentarzu Łyczakowskim.

## Ordery i odznaczenia
- Krzyż Komandorski Orderu Odrodzenia Polski
- Krzyż Oficerski Orderu Odrodzenia Polski (11 listopada 1937)[1][2]